# Marineschlauch-Kartell
Das Marineschlauch-Kartell war ein Kartell, das von April 1986 bis Mai 2007 bestanden hat.
Bei sogenannten Marineschläuchen handelt es sich um Schläuche, die zum Be- und Entladen von Tankschiffen mit Rohöl verwendet werden.
Am Kartell waren insgesamt sechs Unternehmen beteiligt. Die Gesamtstrafe der Europäischen Kommission  belief sich auf 131,5 Mio. Euro.
- Bridgestone als Kartellführer – 58,5 Mio. Euro
- Trelleborg AB – 24,5 Mio. Euro
- Parker-Hannifin – 25,6 Mio. Euro
- Dunlop Oil & Marine Ltd. – 18,0 Mio. Euro
- Manuli Rubber Industrie SpA (MRI) – 4,9 Mio. Euro
- Yokohama – hatte das Kartell angezeigt und ging unter der Kronzeugenregelung bußgeldfrei aus.[3][4]

Die fünf erstgenannten Unternehmen gingen gegen die Entscheidung unter der Wettbewerbskommissarin Neelie Kroes vor dem Europäischen Gerichtshof vor.
Die Höhe der Strafe gegen den Kartellführer Bridgestone und gegen die Dunlop Oil & Marine wurden jedoch bestätigt.
Die Entscheidung gegen die Trelleborg Industrie wurde insoweit für nichtig erklärt, als sie den Zeitraum vom 13. Mai 1997 bis zum 21. Juni 1999 betraf. Die Entscheidung gegen Parker-Hannifin wurde für nichtig erklärt, soweit die gesamtschuldnerisch zu tragende Geldbuße aufgrund des erschwerenden Umstands der Anführerrolle der ITR SpA zwischen dem 11. Juni 1999 und dem 30. September 2001 um 30 % erhöht worden war. Die Strafe wurde von 25,61 Mio. Euro auf 6,4 Mio. Euro unter Mithaftung der Parker-Hannifin für 6,3 Mio. Euro reduziert. Grund war, dass nicht geklärt werden konnte, ob eine strukturelle Verbindung zwischen der Parker ITR und der tatsächlich am Kartell beteiligten Vorgängergesellschaft bestand. Die gegen MRI verhängte Geldbuße wurde auf 4,9 Mio. Euro festgesetzt und die Klage im Übrigen abgewiesen.